# Zabójcza broń
Zabójcza broń (ang. Lethal Weapon) – amerykański film sensacyjny w reżyserii Richarda Donnera, którego premiera miała miejsce w 1987 roku.
Jest to pierwszy z serii amerykańskich filmów o dwójce policjantów, które były realizowane kolejno w latach: 1987, 1989, 1992 i 1998. Filmy te można zaliczyć do kina akcji z elementami humorystycznymi (chociaż w pierwszej części komedii jest najmniej), albo do tzw. buddy-cop, gdzie dwoje zupełnie niepasujących do siebie osób (np. policjantów) jest zmuszona razem wykonać jakieś zadanie (najczęściej chodzi o jakieś przestępstwo). Do tego rodzaju filmów należą m.in. Gliniarz z Beverly Hills (1984), Tango i Cash (1989) oraz Bad Boys (1995).

## Fabuła
Afroamerykanin sierżant Roger Murtaugh z policji w Los Angeles, który właśnie skończył 50 lat, dostał za zadanie prowadzenie śledztwa w sprawie śmierci prostytutki Amandy Hunsaker. Amanda okazuje się córką potentata bankowego Michaela Hunsakera, przyjaciela Murtaugha z czasów wojny w Wietnamie. Przyjaciele nie widzieli się od 12 lat. Ich drogi dość znacznie w tym czasie się rozeszły.
Wraz z rozpoczęciem śledztwa przełożeni przydzielają Murtaughowi jako nowego partnera Martina Riggsa, nieco postrzelonego sierżanta rasy białej, który od czasu śmierci żony Wiktorii miewa samobójcze zapędy.
Śledztwo Riggsa i Murtaugha ujawnia, że Amanda została zamordowana, a przyczyną jej śmierci jest walka o dominację na rynku narkotykowym. Ojciec dziewczyny przysięga, że taki sam los spotka tego, kto zamordował jego córkę. Policjanci coraz bardziej angażują się w tę sprawę, co sprawia, że przykuwają uwagę tzw. Organizacji Cienia. Jej lider, McAllister oraz jego prawa ręka, Mr. Joshua, chcą ich śmierci, bez względu na cenę. Nie doceniają jednak Martina "zabójczej broni" Riggsa.

## Obsada
- Mel Gibson jako Martin Riggs
- Danny Glover jako Roger Murtaugh
- Gary Busey jako Mr. Joshua
- Mitch Ryan jako generał Peter McAllister
- Darlene Love jako Trish Murtaugh
- Traci Wolfe jako Rianne Murtaugh
- Lycia Naff jako Dixie